# Сент-Люсія (протока)

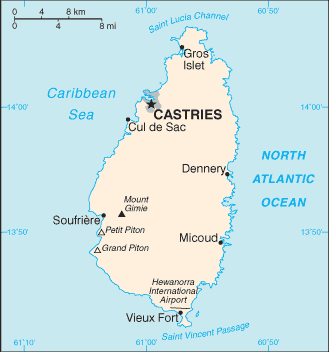
Острів Сент-Люсія і однойменна протока (вгорі)

Сент-Люсія (фр. Canal de Sainte-Lucie, англ. Saint Lucia Channel) — протока, що відокремлює острів Мартиніка, який належить Франції і розташований північніше, від острова Сент-Люсія, який розташований південніше. Мінімальна ширина протоки 39 км. Обидва острови відносяться до Малих Антильських островів. По протоці проходить державний кордон між Францією і Сент-Люсією. Протока поєднує Карибське море й Атлантичний океан.